# ぶら下げ組み
ぶら下げ組み（ぶらさげぐみ）とは、和文の組版において、行頭に句読点が位置する場合に、その句読点を版面の前の行の末尾にほかの文字よりもはみ出して組む組みかたをいう。単にぶら下げ、あるいはぶら下がりとも呼ぶ。ぶらさげ以外の処理の仕方としては、追い込み組み（おいこみぐみ）または追い込みと、追い出し組み（おいだしぐみ）または追い出しがある。

## ぶら下げと追い込み

ぶら下げ組み。行末で全角取りの句読点を許容する場合。

ぶら下げ組み。行末で全角取りの句読点を許容しない場合。

追い込み組み。行末で全角取りの句読点を許容する場合。

追い込み組み。行末で全角取りの句読点を許容しない場合。

和文の印刷物の組版は、伝統的に、ひとつひとつの文字が同じ大きさの正方形におさまるものとみなして、縦横に整然と配するという様式を持つ。このような様式を箱組み（枡組み）と呼び、現在も漢字文化圏の、とりわけ縦組みの印刷物に見られる。
約物を使用した現代の印刷物の場合、ときに一行に入る文字の数を増減させる必要が生じる。約物は全角取りとならない場合があるし、禁則処理によって約物の前後で行を分断できない場合もあるためである。
ぶら下げ組みは、行頭の句読点に関する禁則処理を回避することで、箱組みの可読性を保つとともに、字間調整の手間を減らす工夫である。
行頭の句読点に関する禁則処理の対処としてぶら下げ以外の方法としては、可読性を損なわない程度に字間を詰めたり空けたりして一行に入る文字の数を調整することも行われる。句読点の前の行の字間を詰めて前の行の最後にはみださず句読点を組むのが追い込み、句読点の前の行の字間を空けて前の行の最後の一文字を次の行に送り出して2文字目に句読点を組のが追い出し、である。
ぶら下げは、句読点の「。」と「、」（および同じニュアンスで用いられる「,」と「.」も）に対してだけ行われる。ほかの約物や行頭禁則文字（たとえば「・」や「?」、括弧類、「々」など）に対しては行われない。
ぶら下げには、行末にぶら下げない句読点がくる場合に全角取りを許容する様式と、許容しない様式がある。追い込みについても同様に2つの様式がある。ひとつの印刷物のなかでは、4つのうちいずれかをとり、別々の様式が混在することはない。右に、4つの様式の例を示す。完全な箱組みとなった場合の文字の位置を升目で表してある。
なお、マイクロソフトが販売している文書作成ソフトウェアMicrosoft Wordのレイアウト機能に「ぶら下げインデント」があるが、これは別の操作の名称の意味で、この項のぶらさげの意味ではない。

## 歴史
もともと、箱組みでは句読点などの約物は用いないか、用いたとしても文字の左右や字間に圏点のように記すだけだった。西洋から活版印刷が導入されるのと並行して、印刷物にさまざまな句読点が使われるようになり、次第に独立した字面を持つ文字として組まれるようになった。
こうなると、句読点の性質上、1文字目に配置されるのは違和感があるため、禁則処理が求められた。最初の印刷術は活版印刷であったが、この場合、活字を植える枠が先にあるためぶら下げを行なうことはできず、また追い込みもできず、追い出しが普通であった。また和文タイプライターで版下を作成するような場合は、逆にぶら下げ処理が容易なのでぶらさげが普通であった。
写植の時代になると、ぶらさげ、追い出し、追い込みいずれも可能であるが、人間が操作する写植の場合はやはりぶら下げが容易で、出版社や筆者のこだわりがないならぶら下げが普通だった。
さらに、様々な電子組版の時代になると、いずれを選んでもソフトウェアが自動で処理するので、出版社や筆者の好みで対応できるようになった。

## 論争
行頭の句読点に対して、「ぶら下げ」「追い込み」「追い出し」のいずれを行なうのが最適なのか、は、意見が分かれるところだろう。追い込みや追い出しは、人間が版下をマニュアルで制作していた場合はわずらわしい作業だったが電子組版になったこんにちではこのわずらわしさはなくなった。ぶら下げのもう一つの長所の箱組みの維持であるが、これは、句読点以外の禁則文字や、本文中の小文字の注釈、難読文字にふるルビ、などのために、やむなく完全な箱組ではなくなる版面も多いだろう。また横組みで英数文字が多い本も同様である。そうなると句読点をぶら下げ処理してもどのみち箱組みは保持できない。こうなると、3つのうち、いずれを使うかは、筆者や出版社のセンス次第、といってよいだろう。